# Arena Mytišči
Arena Mytišči (ruski: Арена Мытищи) je zatvorena dvorana u gradu Mytiščima, udaljenom 20 km od Moskve u Rusiji.

## Zemljopisni položaj
Nalazi se na 55°54'39.02" sjeverne zemljopisne širine i 37°43'35" istočne zemljopisne dužine.

## O dvorani
Kapaciteta je 9 tisuća gledatelja.
Sagrađena je 2006. godine. 
Domaćim je klizalištem za hokejašku momčad Himik Moskovskaja oblast (Химик Московская область).
Zajedno s dvoranom Ledovyj dvorec sporta na Hodynskom polje je mjestom održavanja SP u hokeju na ledu elitne divizije 2007. godine. 

## Vanjske poveznice
- www.arena-mo.ru - Službene stranice